# Oorlogsvrijwilligers in Nederlands-Indië

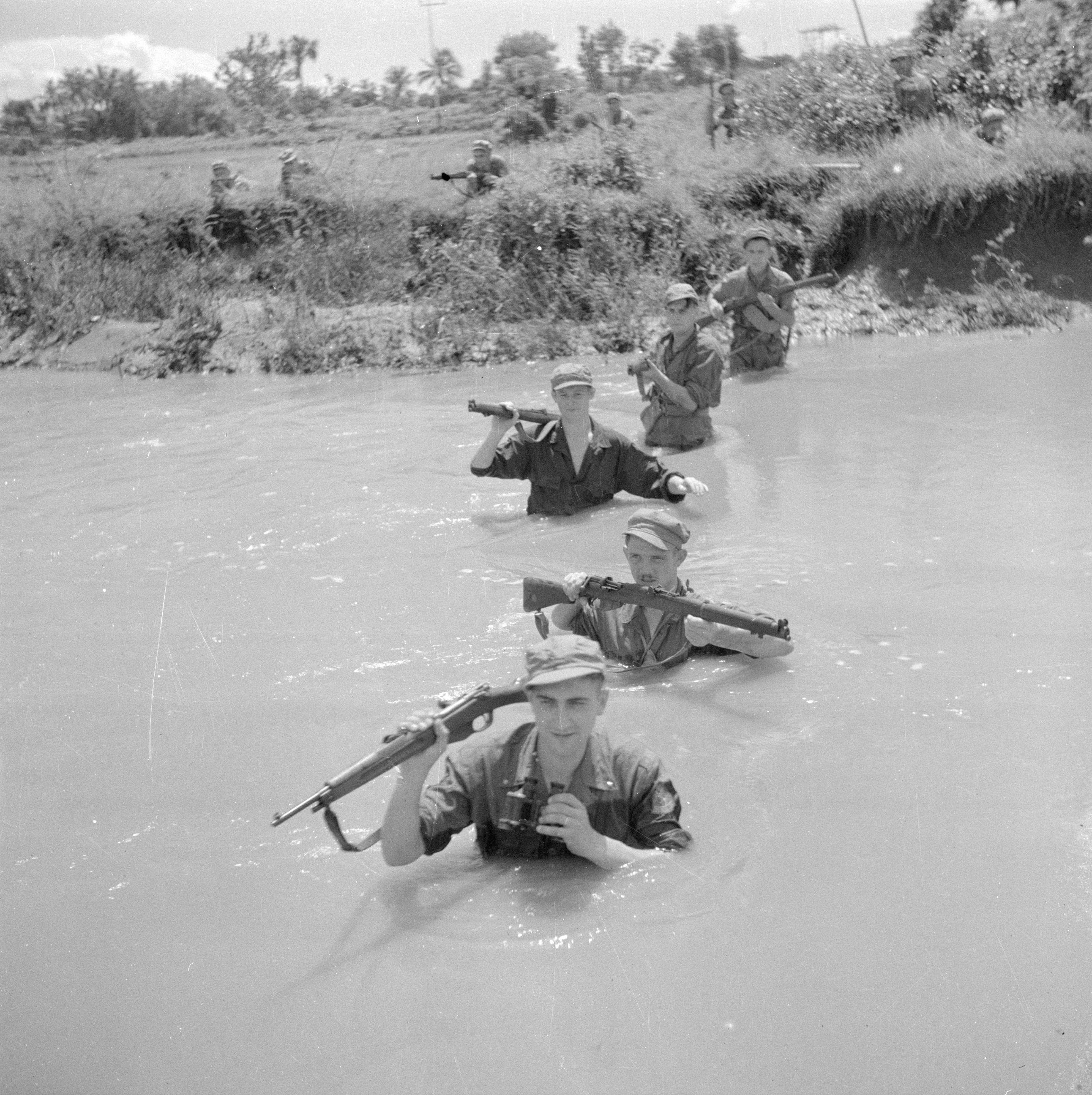
Nederlandse oorlogsvrijwilligers in 1946 op patrouille in Nederlands-Indië

Oorlogsvrijwilligers in Nederlands-Indië werden daar vanaf 1945 samen met KNIL-militairen en dienstplichtigen ingezet om het Nederlandse gezag te herstellen. 
Om het geweld van de naar zelfstandigheid strevende Indonesiërs in Nederlands-Indië na de Japanse capitulatie in 1945 te bedwingen en de koloniale orde te herstellen, stuurde de Nederlandse regering oorlogsvrijwilligers (OVW'ers) naar de kolonie. Zij werden in 1944 en 1945 geworven, de meesten in de zuidelijke provincies van Nederland, en waren aanvankelijk bestemd voor inzet in Europa. Anderen meldden zich in de zomer van 1945 aan voor de strijd tegen Japan.
De situatie in Indië bracht het kabinet ertoe de militairen daar naar toe te sturen. Ze kwamen in november 1945 in Brits Malakka aan. De Britse autoriteiten, die na de beëindiging van de oorlog in Azië tijdelijk het gezag in Nederlands-Indië uitoefenden, weigerden daar Nederlandse troepen toe te laten. Zij vreesden dat de toch al gespannen politieke situatie daardoor zou escaleren. Mogelijk speelde ook mee dat er internationaal weinig sympathie bestond voor het Nederlandse streven om het koloniale gezag in Nederlands-Indië te herstellen. Pas eind februari 1946 werden de Nederlandse militairen toegelaten en namen zij posities van de Britten over. Ze werden gelegerd bij een aantal grote steden op Java en Sumatra.
In totaal zouden circa 25.000 OVW'ers naar Indië gaan, waarvan 5.000 à 6.000 ingedeeld bij de mariniersbrigade en de rest bij de landmacht. Uit deze laatste groep werden vijf brigades gevormd, waarvan de staven werden bemand door officieren van het KNIL. Bij de genoemde aantallen moeten nog enige duizenden OVW'ers worden opgeteld die dienstdeden op schepen van de Koninklijke Marine en bij de Marine Luchtvaartdienst in Nederlands-Indië. Later werden de oorlogsvrijwilligers in Indië gevolgd door veel grotere aantallen Nederlandse dienstplichtigen.
Vanaf het begin van hun aanwezigheid in Indië raakten de OVW'ers verwikkeld in gevechtshandelingen. De Indonesische nationalisten legden zich niet neer bij de hernieuwde militaire aanwezigheid van de Nederlanders en reageerden met gewapende acties. Tot een grootschalige inzet van OVW'ers kwam het bij de Eerste militaire actie in de zomer van 1947.
In de loop van 1948 volgde de demobilisatie van de oorlogsvrijwilligers - op één bataljon na dat de legerleiding dacht nodig te hebben voor de Tweede militaire actie, die eind 1948 haar beslag zou krijgen. Dit bataljon kon pas in 1949 de dienst verlaten. Niet alle OVW'ers werden gerepatrieerd. Sommigen kozen voor verlenging van hun dienstverband en anderen emigreerden vanuit Indië naar Australië of Nieuw-Zeeland.

## Bekende Nederlandse oorlogsvrijwilligers
- Gerardus Antonius Adrianus Adelaar
- Ben Bouman
- Halbe Brandsma
- Gerard Hueting
- Jan Loman
- Carel van Lookeren Campagne
- Ted Meines
- Daniël de Moulin
- Willem Oltmans
- Chris van Oosterzee
- Gerard Leonard Reinderhoff
- Jan Schelvis
- Herman Vos